# Jesse Winchester (Eishockeyspieler)
Jesse Winchester (* 4. Oktober 1983 in Long Sault, Ontario) ist ein ehemaliger kanadischer Eishockeyspieler und derzeitiger -trainer, der im Verlauf seiner aktiven Karriere zwischen 2004 und 2014 unter anderem 295 Spiele für die Ottawa Senators und Florida Panthers in der National Hockey League (NHL) auf der Position des Centers bestritten hat.

## Karriere
Jesse Winchester begann seine Karriere als Eishockeyspieler im unterklassigen kanadischen Junioreneishockey; im Anschluss agierte er in der Mannschaft der Colgate University, für die er von 2004 bis 2008 in der National Collegiate Athletic Association aktiv war. In seiner letzten Universitäts-Spielzeit war der Center als Kapitän seiner Mannschaft tätig. Am 24. März 2008 erhielt der Rechtsschütze, der nie zuvor gedraftet worden war, als Free Agent einen Vertrag bei den Ottawa Senators, für die er am 29. März 2008 im Spiel gegen die Boston Bruins sein Debüt in der National Hockey League gab. In der folgenden Spielzeit stand Winchester ausschließlich für Ottawa in der NHL auf dem Eis und erzielte in 76 Spielen insgesamt 18 Scorerpunkte, darunter drei Tore.
Nachdem er die Saison 2012/13 in Finnland verbracht hatte, kehrte Winchester im Sommer 2013 nach Nordamerika zurück und unterzeichnete einen Einjahresvertrag bei den Florida Panthers. Im Juli 2014 schloss er sich der Colorado Avalanche an, erlitt allerdings in einem Vorbereitungsspiel eine Gehirnerschütterung, aufgrund derer er in der Saison 2014/15 kein Spiel absolvierte. Zur folgenden Spielzeit sollte Winchester in den Kader zurückkehren, allerdings traten erneut Symptome auf, sodass er weiterhin nicht spielfähig war. Im Juli 2016 lief sein Zweijahresvertrag in Colorado aus, ohne dass er ein Spiel für das Franchise absolviert hätte. In der Folge kehrte Winchester nicht mehr ins professionelle Eishockey zurück und begann als Trainer in der Organisation der Ottawa Senators zu arbeiten.

## Erfolge und Auszeichnungen
| - 2004 CJHL First All-Star Team - 2006 ECAC All-Academic Team - 2007 ECAC All-Academic Team | - 2007 ECAC Second All-Star Team - 2008 ECAC All-Academic Team - 2008 ECAC Third All-Star Team |

## Karrierestatistik
(Legende zur Spielerstatistik: Sp oder GP = absolvierte Spiele; T oder G = erzielte Tore; V oder A = erzielte Assists; Pkt oder Pts = erzielte Scorerpunkte; SM oder PIM = erhaltene Strafminuten; +/− = Plus/Minus-Bilanz; PP = erzielte Überzahltore; SH = erzielte Unterzahltore; GW = erzielte Siegtore; 1 Play-downs/Relegation; Kursiv: Statistik nicht vollständig)